# Иршик, Магда
Магда Иршик (нем. Magda Irschick, в замужестве баронесса фон Перфалль (нем. von Perfall), на сцене под девической фамилией; 10 июля 1841 или 1847 — 1935) — немецкая актриса на трагических ролях. Жена писателя Антона фон Перфалля.
Начала свою карьеру в Гамбурге и Кёльне, в 1870-х считалась лучшей актрисой Мюнхена. Неудачная антреприза в Америке в 1880-х выбила её из артистической колеи.